# Clube Atlético do Porto
Clube Atlético do Porto (conhecido popularmente como Porto de Caruaru ou simplesmente Porto-PE e cujo acrônimo é CAP)é uma agremiação desportiva brasileira da cidade de Caruaru, no interior de Pernambuco. Foi fundado em 30 de julho de 1993 e suas cores, presentes no escudo e bandeira oficial, são o azul, preto e branco.
Tem como modalidade esportiva principal o futebol, como um dos clubes mais vencedores e tradicionais do interior e do estado de Pernambuco. No profissional, seus títulos mais importantes conquistados no futebol são a Copa Pernambucana de 1999 e a Série A2 do Campeonato Pernambucano de 2003. É o quarto maior campeão Sub-20 do Campeonato Pernambucano com quatro conquistas, tendo o último conquistado em 2018. 
Desde 2019, o Porto não aparece na lista do Ranking Nacional de Clubes da CBF, que leva em conta o comportamento das equipes nas últimas cinco temporadas e que foi divulgado em dezembro de 2022. O clube ocupava a ducentésima setima colocação, com 57 pontos. Sendo um dos clubes pernambucanos, com o pior ranqueamento entre todos os clubes do país.

## História

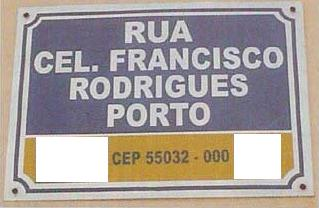
Rua que deu origem ao nome do clube.

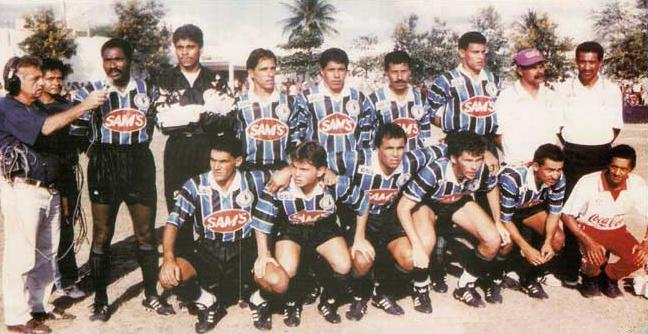
Primeira equipe do Porto em 1994

O Clube Atlético do Porto, foi fundado no dia 30 de junho de 1993, por José Porfírio de Oliveira, morador da Rua Coronel Francisco Rodrigues Porto, em Caruaru. Inicialmente batizado com o nome de Futebol Clube do Porto, inspirado no clube de Portugal de mesmo nome e com as cores Vermelha e Branca, foi fundado com o intuito de participar das competições amadoras da Liga Desportiva Caruaruense (LDC), logo se afiliou na Federação Pernambucana de Futebol como clube profissional, adotando as cores do extinto Atlético Clube Caruaru (preto, branco e azul) e substituindo o nome Caruaru por Porto, em seguida o clube passou a mandar seus jogos no estádio Antônio Inácio de Souza, que é administrado pela LDC. O clube se profissionalizou em 8 de março de 1994 com o nome que tem hoje. O agora Clube Atlético do Porto disputou seu primeiro jogo oficial ainda em 1994, na segunda divisão do pernambucano: uma vitória por 6 a 0 sobre o Ferroviário do Recife.
O Porto desde seu início sofreu com o preconceito por ser um clube que possui "um dono", ou seja, um empresário da cidade banca as despesas desde sua fundação, o que gerou antipatia da população de Caruaru. A Sala de Troféus reúne as várias taças conquistadas pela equipe de futebol do Porto durante os mais de 20 anos de existência do clube. Contou também com os troféus que o tricolor obteve em outras modalidades esportivas, além de obras de arte e monumentos que prestam homenagem à história do clube, especialmente no futebol. Logo nos dois primeiros anos da sua profissionalização vieram as primeiras conquistas: bicampeão do Interior nas temporadas 1994 e 1995. No campeonato pernambucano o Porto foi a primeira equipe que não é da capital ou região metropolitana do Recife a ficar na 2ª colocação do campeonato, tal fato ocorreu por duas oportunidades seguidas, vice-campeão pernambucano em 1997 e 1998, deixando claro que era uma nova força do futebol do interior. Disputou torneios nacionais como a Copa do Brasil e torneios regionais, como a Copa do Nordeste. No ano de 1999 o Gavião do Agreste chegou pela primeira vez na decisão da copa pernambuco, classificado para o mata-mata eliminou a equipe do Cabense e em seguida a equipe do Unibol até chegar na grande final contra o Central de Caruaru, seu maior rival, se sagrando campeão Copa Pernambuco de 1999. No Início dos anos 2000, o Tricolor do Agreste ainda conseguiu outros títulos a nível estadual, foi pela 5ª vez campeão do interior no ano 2000, porém, na temporada 2002 do campeonato pernambucano a equipe não teve um bom desempenho e acabou rebaixada para a Série A2 do pernambucano pela primeira vez em sua história. No ano seguinte, na disputada da segunda divisão, a equipe fez ótima campanha, terminou em primeiro lugar na primeira fase da competição com 5 vitórias 1 empate e 2 derrotas, na segunda fase também passou em primeiro com 3 vitórias e 1 empate, no quadrangular final com jogos de ida e volta contra as equipes: Serrano, Centro Limoeirense e Barreiros, a equipe do Porto terminou em 1ª lugar com 4 vitórias 1 empate e 1 derrota se sagrando campeão da Série A2 de 2003, voltando para a elite do futebol pernambucano.
Após 13 anos vivendo no auge da elite do futebol pernambucano, o clube viveu seu pior momento sendo rebaixado pela segunda vez para a Série A2 em 2016. No ano seguinte, o clube não conseguiu emplacar, foi eliminado nas quartas de final e terminou a competição sétima colocação geral. Em 2018, teve uma nova chance de retornar a elite do futebol pernambucano. O Porto fez boa campanha na fase de grupos, foi líder do Grupo B invicto, mais novamente o clube é eliminado nas quartas e mais uma vez o clube não conseguiu voltar a primeira divisão. Em 2022 após seis anos, o tricolor volta a disputar a elite do futebol pernambucano, terminando em quarto e com um aproveitamento de 47%, na Segunda divisão Pernambucana do mesmo ano.

## Clube

### Patrimônio
O clube hoje possui um dos melhores CT da região Nordeste, fica na Rua Gonçalo Coelho 401, Maurício de Nassau, Caruaru - PE; onde está localizado o Clube Atlético Porto-Ninho Gavião (ou Ninho do Gavião). Um dos maiores centros de treinamento do Nordeste, o que ajudou no título de Clube Formador concedido pela Confederação Brasileira de Futebol (CBF). No que diz respeito a estrutura do clube, além do CT, a equipe possui prédios em nome do Clube Atlético do Porto na cidade e Caruaru, segundo pesquisa realizada em 2018, o clube encontra-se na 13ª posição do nordeste no que diz respeito a patrimônio segundo o valor de custos, com um total de R$ 2.990.648,00.

### Estádio
Apesar de não ter estádio próprio, a equipe atualmente manda seus jogos no estádio Antônio Inácio de Souza, estádio que pertencia ao Vera Cruz Futebol Clube (extinto). O estádio que tem capacidade para até 6 mil espectadores hoje pertence a Liga Desportiva Caruaruense, mas em conjunto com o Clube Atlético do Porto ambos administram o estádio. Outro estádio que já foi sua casa foi o Luiz José de Lacerda, o "Lacerdão", casa do rival Central, utilizado quando o clube disputou a Série D do campeonato brasileiro de 2014 como também em outras oportunidades quando o Antônio Inácio não estava disponível ou liberado para jogos. O estádio do rival possui grama natural e capacidade de 19 mil pessoas.

## Símbolos

### Escudo
O escudo do clube é representando por um Gavião, ave de rapina da família águias e sua mascote, carregando uma bola de futebol em cima das iniciais do clube “C”, “A” e “P”. O escudo aparece também no seu centro de treinamento o “Ninho do Gavião”.

### Mascote

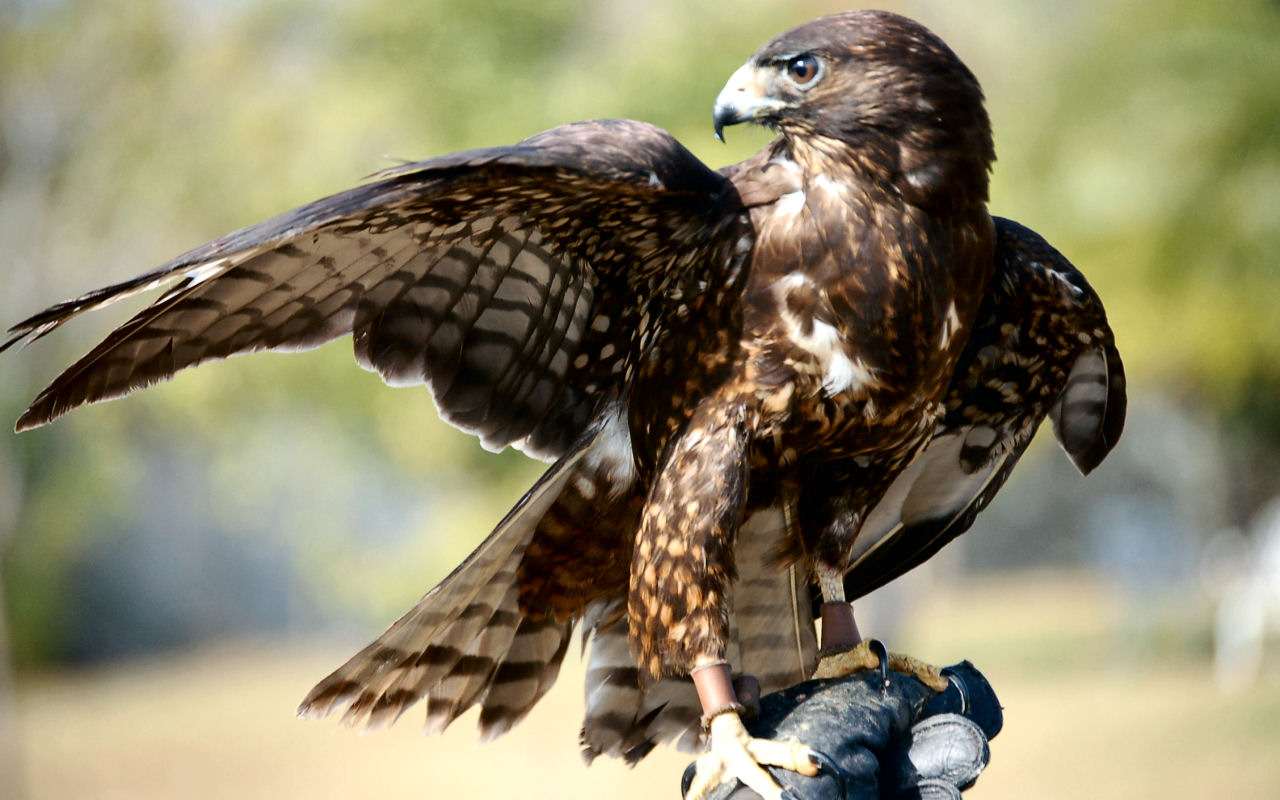
Gavião, mascote do Porto

Gavião é uma espécie de águia da pertencentes a família dos Accipitridae e Falconidae, em particular dos gêneros Leucopternis, Buteo e Buteogallus. São águias geralmente identificadas pelo tamanho, de médio e pequeno porte, em relação a outras aves de rapina. 
Dotadas de asas curtas, são adaptadas à predação em espaços fechados. De uma forma geral, os gaviões têm uma distribuição bastante vasta, que inclui todos os continentes com exceção da Antártida. Sendo ave da família das águias, os gaviões são criaturas imponentes  e soberanas que passam a mítica da grandeza que foca no sucesso, algo que o Porto sempre almeja em sua história. Clubes como o Benfica de Portugal tem como sua mascote uma ave dessa família.

### Uniformes
O uniforme do Clube Atlético do Porto possui as cores azul, preto e branco, cores adotadas pelo clube em homenagem ao extinto Atlético Clube Caruaru, clube da mesma cidade. O primeiro padrão da equipe é semelhante a do Grêmio de Porto Alegre, que também possui listras verticais com as cores.
- Uniformes dos jogadores
- Primeiro uniforme: Camisa azul, com faixas verticais pretas, calção e meias pretas;
- Segundo uniforme: Camisa branca, com faixas verticais azuis e pretas, calção e meias brancas.

| Primeiro | Segundo |

## Títulos
Lista de conquistas do Porto de competições municipais e internacionais de futebol organizadas ou reconhecidas pelas entidades internacionais oficiais do futebol. A lista traz os maiores títulos do tricolor, como os municipais e estaduais oficializados pela LDC e pela FPF-PE.
| ESTADUAIS  | ESTADUAIS                           | ESTADUAIS | ESTADUAIS                     |
|            | Competição                          | Títulos   | Temporadas                    |
| ---------- | ----------------------------------- | --------- | ----------------------------- |
|            | Copa Pernambuco                     | 1         | 1999                          |
|            | Campeonato Pernambucano - Série A2  | 1         | 2003                          |
|            | Campeonato Pernambucano do Interior | 5         | 1994, 1995, 1997, 1998 e 2000 |
| MUNICIPAIS |                                     |           |                               |
|            | Competição                          | Títulos   | Temporadas                    |
| Caruuaru   | Liga Desportiva Caruaruense         | 2         | 1993 e 1994                   |
| TOTAL      |                                     |           |                               |
|            | Competição                          | Títulos   | Descrição                     |
|            | Títulos Oficiais                    | 9         | 7 Estaduais e 2 municipais    |

## Estatísticas

### Campanhas de destaque
| Clube Atlético do Porto         | Clube Atlético do Porto  | Clube Atlético do Porto  | Clube Atlético do Porto | Clube Atlético do Porto  |
| Torneio                         | Campeão                  | Vice-campeão             | Terceiro colocado       | Quarto colocado          |
| ------------------------------- | ------------------------ | ------------------------ | ----------------------- | ------------------------ |
| Copa do Brasil                  | —                        | —                        | —                       | —                        |
| Campeonato Brasileiro - Série C | 0 (não possui)           | 0 (não possui)           | 0 (não possui)          | 1 (1996)                 |
| Campeonato Brasileiro – Série D | —                        | —                        | —                       | —                        |
| Copa do Nordeste                | —                        | —                        | —                       | —                        |
| Pernambucano - Série A1         | 0 (não possui)           | 2 vezes (Última em 1998) | 0 (não possui)          | 5 vezes (Última em 2011) |
| Pernambucano - Série A2         | 1 (2003)                 | 0 (não possui)           | 0 (não possui)          | 2 (2019 e 2022)          |
| Copa Pernambuco                 | 1 (1999)                 | 2 (2010 e 2012)          | 1 (2007)                | 0 (não possui)           |
| Liga Desportiva Caruaruense     | 2 vezes (Última em 1993) | —                        | —                       | —                        |

### Participações
|  | Participações em 2025 |

| Competição | Competição       | Temporadas | Melhor campanha            | Estreia | Última | P | R |
| Pernambuco | Série A1         | 24         | Vice-campeão (1997 e 1998) | 1994    | 2024   |   | 3 |
| Pernambuco | Série A2         | 7          | Campeão (2003)             | 2003    | 2025   | 2 | – |
| Pernambuco | Copa Pernambuco  | 5          | Campeão (1999)             | 1999    | 2012   |   |   |
| Brasil     | Série C          | 8          | 4º colocado (1996)         | 1994    | 2007   | – | – |
| Brasil     | Série D          | 2          | 18º colocado (2014)        | 2011    | 2014   | – |   |
| Brasil     | Copa do Brasil   | 1          | Fase preliminar (1999)     | 1999    | 1999   |   |   |
|            | Copa do Nordeste | 1          | Fase de Grupos (1999)      | 1999    | 1999   |   |   |

## Ídolos

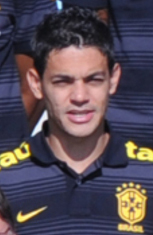
Josué

Ao longo de sua história, o Porto sempre contou com jogadores e técnicos de grande expressão nacional, que contribuíram para as inúmeras conquistas da equipe no futebol do Brasil e do exterior. O Porto entrou no futebol com um objetivo, revelar talentos para o país todo. De lá saíram nomes como Araújo (Goiás, Náutico, Cruzeiro, Atlético Mineiro e futebol japonês), Josué (São Paulo, Wolfsburg, Atlético Mineiro e Seleção Brasileira) e Rômulo (Vasco da Gama, Spartak Moscow, Flamengo e Seleção Brasileira).
Jogadores famosos
- Josué
- Araújo
- Rômulo
- Marquinhos Caruaru
- Laelson
- Marcos Tamandaré
- Vágner Rosa
- Elicarlos

Treinadores famosos
- Péricles Chamusca
- Edmilson Santos
- Laelson Lima

## Rivalidades

### Derby Central-Porto
O maior rival do Porto é o Central, com o qual a partida que é disputada contra este é chamada de Clássico Matuto.  É considerado uma das maiores rivalidades do futebol do interior pernambucano. A partida inaugural desse confronto se deu em 1994, sendo que na ocasião o Porto saiu saio perdedor com um placar de 2 a 0. Outros confrontos serviriam para acirrar a rivalidade, tais como a histórica goleada de 5 a 0 aplicada pelo Central no Porto no Campeonato Pernambucano de 2014 e a decisão da Copa Pernambucana de 1999.

## Torcida
Apesar de não ter uma grande torcida, o time caruaruense tem o torcedor símbolo, que está em todas as partidas, Geral do Porto. Tocando zabumba e distribuindo pipocas e balas, ele mantém a animação nas partidas do clube. Geraldo Epifânio, de 51 anos, é considerado um torcedor folclórico. Ele se orgulha de ser um dos primeiros torcedores a se interessar pelo então iniciante Clube Atlético do Porto. Geraldo também se orgulha de ser o único torcedor a viajar com a delegação pelo Brasil.

## Elenco atual
Última atualização: 2 de abril de 2023

## Categoria de base
Não é de hoje que o Porto sempre foi referência na categoria de base. O clube já disputou vários campeonatos de base como a Copa São Paulo de Futebol Júnior, uma das mais tradicionais competições de Futebol de base do país. O clube tem pelo menos uma conquista em quatro principais categorias no futebol de pernambuco.
O clube também promove competições de base para desenvolver e revelar seus atletas, não é de hoje a equipe do Porto recebeu o título de Clube Formador concedido pela Confederação Brasileira de Futebol (CBF), toda essa estrutura resultou em inúmero títulos de base no estado e na região nordeste, além de  campanhas de destaque a nível nacional, todos esses fatores são a explicação pelo fato do clube sempre revelar grandes jogadores para o futebol brasileiro e mundial, nomes como: Josué, Araújo, Rômulo, que defenderam a seleção brasileira, como também os jogadores como Elicarlos, Rogério, Joelson, Vagner Rosa, Rodolfo Potiguar, entre outros.

### Sub-20 (Principal)
O Sub-20 do Porto, é uma das categorisa de base mais tradicionais do interior pernambucano. É o quarto maior campeão pernambucano na categoria, somando quatro conquista no estadual. Já participou de uma edição da Copa do Brasil Sub-20 em 2019. É uma das referências entre clubes formadores do país,  revelando craques para o futebol nacional e internacional.
Principais títulos
| ESTADUAIS  | ESTADUAIS                     | ESTADUAIS | ESTADUAIS               |
|            | Competição                    | Títulos   | Temporadas              |
| ---------- | ----------------------------- | --------- | ----------------------- |
|            | Campeonato Pernambucano       | 4         | 2004, 2008, 2014 e 2018 |
| MUNICIPAIS |                               |           |                         |
|            | Competição                    | Títulos   | Temporadas              |
| Caruuaru   | Campeonato Caruaruense Sub-20 | 1         | 1997                    |

### Estatísticas
Campanhas de destaque
| Clube Atlético do Porto – Sub-20 | Clube Atlético do Porto – Sub-20 | Clube Atlético do Porto – Sub-20 | Clube Atlético do Porto – Sub-20 | Clube Atlético do Porto – Sub-20 |
| Torneio                          | Campeão                          | Vice-campeão                     | Terceiro colocado                | Quarto colocado                  |
| -------------------------------- | -------------------------------- | -------------------------------- | -------------------------------- | -------------------------------- |
| Copa do Brasil                   | —                                | —                                | —                                | —                                |
| Campeonato Pernambucano          | 4 (último em 2018)               | 3 ( último em 2013)              | —                                | —                                |

Participações
|  | Participações em 2023 |

| Competição | Competição              | Temporadas | Melhor campanha   | Estreia | Última | P | R |
| Pernambuco | Campeonato Pernambucano | 9          | Campeão (4 vezes) | 2004    | 2023   |   |   |
| Brasil     | Copa do Brasil          | 1          | Primeira fase     | 2019    | 2019   |   |   |

### Outras categorias de base
Sub-17
- Liga Desportiva Caruaruense Sub-17: (2005)
- Copa Porto: (2016).

Sub-15
- Campeonato Pernambucano Aberto de Futebol Infantil e Juvenil: (2013)
- Copa Porto: (2016)

Sub-14
- Copa Porto: (2016).